# Àcid alfa-eleoesteàric
L'àcid α-eleoesteàric, de nom sistemàtic àcid (9Z,11E,13E)-octadeca-9,11,13-trienoic, és un àcid carboxílic polinsaturat de cadena lineal amb devuit àtoms de carboni, la qual fórmula molecular és {\displaystyle {\ce {C18H30O2}}}. En bioquímica és considerat un àcid gras ω-5, ja que té un doble enllaç C=C situat entre el carboni 5 i el 6 començant per l'extrem oposat al grup carboxil, i se simbolitza per C18:3 9c,11t,13t, que fa referència al fet que té en total tres enllaços dobles C=C, dos d'ells en conformació trans i l'altre en cis, disposats de forma alternada.

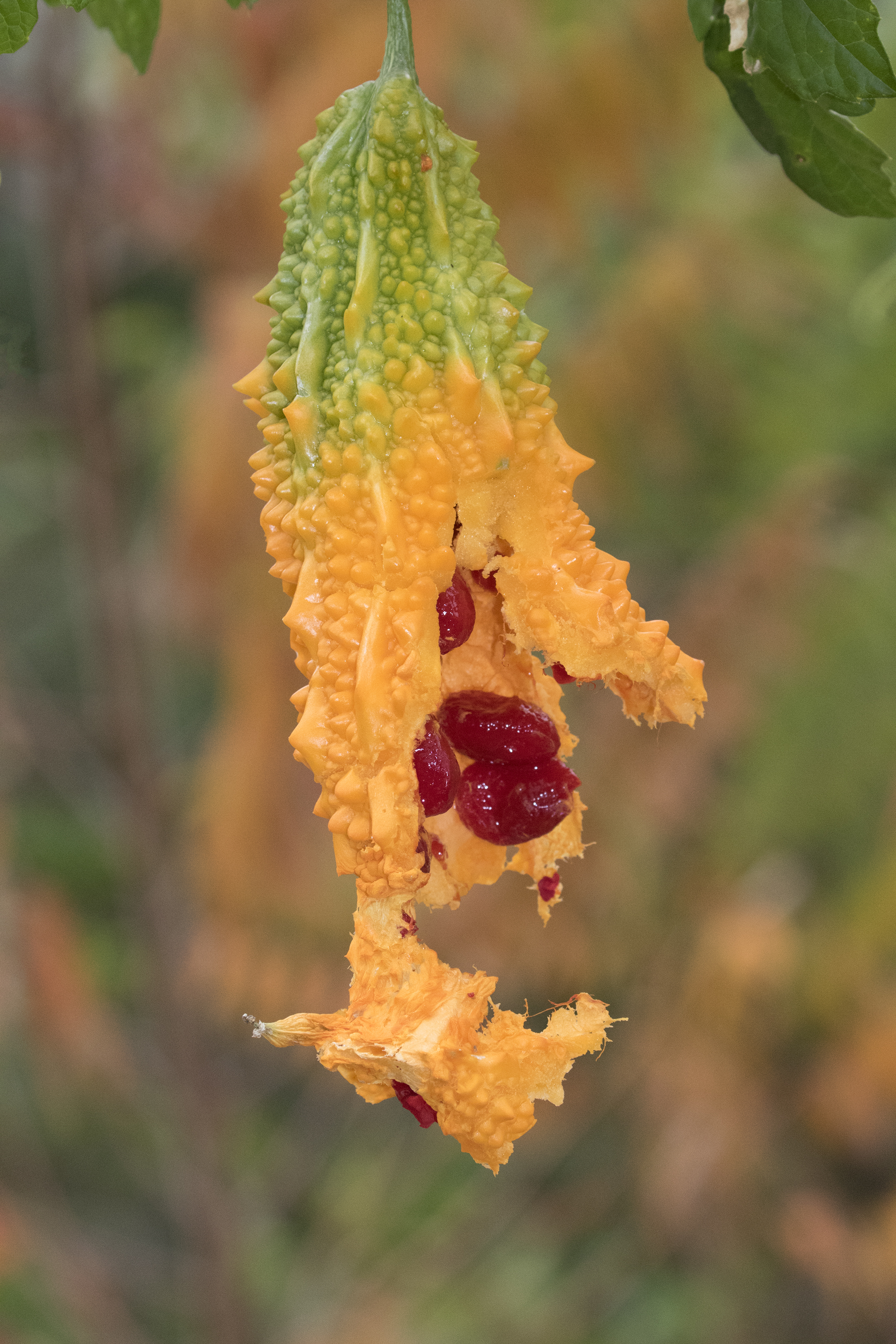
Fruit obert amb les llavors de Momordica charantia

A temperatura ambient és un sòlid amb punt de fusió 49-49,2 °C. A només 15 mm Hg bull a 235 °C. La seva densitat entre 4 °C i 50 °C és de 0,9028 g/cm³ i el seu índex de refracció 1,5112 a 50 °C.
Fou aïllat per primera vegada el 1875 pel químic francès François-Stanislas Cloëz (1817-1883) de l'oli de tung, Vernicia fordii, anomenat aleshores Elæococca vernicia, d'on prové el nom comú àcid α-eleoesteàric, que fou proposat pel francès Léon Maquenne (1852-1925) el 1902. Aquest oli conté un 82 % de l'àcid α-eleoesteàric. Els investigadors indis J.P. Verma i J.S. Aggarwal el 1956 l'aïllaren també de l'oli de les llavors de Momordica charantia, una planta de la família de les cucurbitàcies, i també fou aïllat de les espècies: herba de Sant Jordi o Centranthus ruber, valeriana vera o Valeriana officinalis i cirerer de guineu o Prunus mahaleb.
Forma part del grup d'àcids grassos isòmers geomètrics i de posició de l'àcid linolènic, amb tres enllaços dobles conjugats i amb un total de devuit àtoms de carboni disposats en una cadena lineal. Sovint se'ls anomena CLN i a més d'ell formen el grup l'àcid jacàric, l'àcid catàlpic, l'àcid punícic i l'àcid calèndic. Tots ells presenten propietats citotòxiques contra les cèl·lules canceroses.